# レメク (ノアの父)
レメク（Lamech, ラメクとも）は、旧約聖書の『創世記』に登場する人物。メトセラの子、ノアの父とされる。182歳のときにノアが生まれ、彼を指して「この子こそ、主が地を呪われたため骨折り働く我々を慰めるもの」と言った。その後、男子と女子をもうけ、777歳で死んだ。